# Urbana (Iowa)
Urbana è un comune degli Stati Uniti d'America, situato nello Stato dell'Iowa, nella contea di Benton.